# Metusalem
Metusalem var en biblisk patriark. I judisk tradition, så som den förmedlas av Gamla Testamentet (Första Moseboken 5:21–22), sägs han ha levat i 969 år. Han var far till Noas far Lemek och enligt Första Moseboken den åttonde stamfadern från Adam till Noa.
Eftersom Metusalem blev så gammal, är hans namn ofta synonymt med "urgammal".

## Stavningar och betydelse
Flera andra stavningar av namnet förekommer. Methusalem är hur namnet transponerats via grekiskan, Metusela är stavningen enligt 1917 års översättning och Metushelach är stavningen enligt Bibel 2000 som ligger närmast det hebreiska originalet).
Namnet betydelse har tolkats på två olika sätt: dels "Hans död skall sända den" och dels "Man av spjutet" eller "Man av pilen".
Metusalems far var profeten Enok.